# Heini Walter
Heini Walter (Alpthal, Suiza; 28 de julio de 1927-Aesch, Basilea-Campiña, Suiza; 12 de mayo de 2009) fue un piloto de automovilismo suizo. Compitió principalmente en carreras de montaña, ganando el campeonato europeo en 1961.
En Fórmula 1 participó en una carrera, el Gran Premio de Alemania de 1962, con un Porsche de Ecurie Filipinetti, logrando un 14º puesto.

## Resultados

### Fórmula 1
(Clave) (negrita indica pole position) (cursiva indica vuelta rápida)

| Año     | Escudería          | 1   | 2   | 3   | 4   | 5   | 6      | 7   | 8   | 9   | Pos. | Puntos |
| ------- | ------------------ | --- | --- | --- | --- | --- | ------ | --- | --- | --- | ---- | ------ |
| 1962    | Ecurie Filipinetti | NED | MON | BEL | FRA | GBR | GER 14 | ITA | USA | RSA | NC   | 0      |
| Fuente: |                    |     |     |     |     |     |        |     |     |     |      |        |